# Luv (film, 2012)
Pour les articles homonymes, voir Luv.
Pour plus de détails, voir Fiche technique et Distribution.
Luv (stylisé LUV) est un film américain indépendant écrit et réalisé par Sheldon Candis en 2012.
Il a été présenté au Festival de Sundance 2012.

## Synopsis
Un garçon de 11 ans découvre ce qu'est être un homme après avoir passé la journée avec son oncle, ex-détenu, qu'il idéalise.

## Fiche technique
- Titre : LUV
- Réalisation : Sheldon Candis
- Scénario : Sheldon Candis et Justin Wilson
- Musique : Nuno Malo
- Pays d'origine :  États-Unis
- Langue originale : anglais
- Durée : 94 minutes
- Dates de sortie :
  -  Festival de Sundance 2012 : 20 janvier 2012
  -  États-Unis : 18 janvier 2013

## Distribution
- Common : Vincent
- Michael Rainey Jr. : Woody
- Dennis Haysbert : Mr. Fish
- Danny Glover : Arthur
- Charles S. Dutton : Cofield
- Meagan Good : Beverly